# 硝酸薬
硝酸薬（しょうさんやく）とは血管拡張薬の一種であり、代謝物である一酸化窒素(NO)が血管平滑筋へ作用することで血管拡張を促す薬物である。三硝酸グリセリン（ニトログリセリン）が代表であり、虚血性心疾患でよく用いられる。

## 作用機序
冠動脈主幹部の拡張によって心筋への酸素供給量を増加させるほか、静脈の拡張による前負荷の軽減やわずかだが細動脈の拡張によって後負荷の軽減を行うことができる。ニコランジルはカリウムチャネル開口薬として作用するが硝酸薬としての作用もある。

## NTGとISDN
硝酸薬の代表格としてはニトログリセリン（NTG）と硝酸イソソルビド（ISDN）があげられる。NTGが持続時間が短く、降圧作用が強いのに対してISDNは持続時間が長く、降圧作用が弱いのが特徴である。

## 代表的薬物

### 舌下錠
狭心症発作時に用いるニトログリセリンとしてはニトロペン(0.3mg)などが有名である。狭心発作が起こった時、または発作の予防として1錠舌下する。内服すると初回通過効果のため、薬効が低下する。約3分程度で効果が出現し、効果は20分程度持続する。2錠摂取しても効果がなければ、不安定狭心症や心筋梗塞の可能性があるため医療機関の受診が望まれる。副作用としては頭痛、めまい、動悸、血圧の低下が認められる。

### スプレー
ニトロペンと同様の使い方をするスプレーとしてはミオコールスプレーが知られている。

### 内服薬
持続時間の長さからニトログリセリンではなく硝酸イソソルビドが用いられる傾向がある。ニトロールR（20mg）が有名である。一日40mgほど投与されることが多い、フランドルはテープ製剤もあることからよく用いられる。また一硝酸イソソルビド（ISMN）としてはアイトロール（10mg,20mg）もよく用いられる。症状改善には役に立つが予後改善効果は乏しい。血圧に余裕がない場合はニコランジルであるシグマート（5mg）を1日15mgとすることも多い。

### 注射薬
急性冠症候群の治療でよく使われるものである。ニトログリセリンとしてはミオコール、硝酸イソソルビドとしてはニトロール、ニコランジルとしてはシグマートがよく用いられる。これらは血圧によって使い分けられることが多い。ミオコールは1バイアルに50mg/100ml含まれている。維持量が0.5～2.0μg/Kg/minであるために体重50Kgならば3ml/hrで開始すると0.5γとなる。その後増量は頭痛が起こらない限りいくらでも行うことができる。この特性から収縮期血圧が180mmHg程度ある場合は降圧をかねて行うことが多い。そこまでの高血圧が認められない場合はニトロールを用いる。ニトロールは0.05%と0.1%の製剤が知られている。原液で0.05%ならば6～8ml/hrで0.1%ならば3～4ml/hrで開始することが多い（1～1.3γに相当）。この4倍量程度まで増量は可能である。血圧が低めの場合、ニコランジルを用いる。シグマートの注射薬は1アンプルで12mg含まれているので4アンプルを5%ブドウ糖で48mlとし点滴する。2～6mL/hrで投与することが多い。他の硝酸薬と一部作用機序が異なり、降圧効果が極めて乏しいことから他の硝酸薬と併用することも多い。血圧の低下が低心拍出量によるものである場合はカテコラミン併用で硝酸薬を用いる場合もある。

## 硝酸薬の耐性
硝酸薬は持続投与を行うと耐性が生じることが知られている。数日間で耐性が生じるが休薬を24時間から48時間すると耐性は解除されるといわれている。